# ATP Buenos Aires 2003 - Qualificazioni singolare
Le qualificazioni del singolare  dell'ATP Buenos Aires 2003 sono state un torneo di tennis preliminare per accedere alla fase finale della manifestazione. I vincitori dell'ultimo turno sono entrati di diritto nel tabellone principale. In caso di ritiro di uno o più giocatori aventi diritto a questi sono subentrati i lucky loser, ossia i giocatori che hanno perso nell'ultimo turno ma che avevano una classifica più alta rispetto agli altri partecipanti che avevano comunque perso nel turno finale.
Le qualificazioni del torneo ATP Buenos Aires 2003 prevedevano 32 partecipanti di cui 4 sono entrati nel tabellone principale.

## Teste di serie
1. Andrea Gaudenzi (Qualificato)
2. Nicolas Coutelot (primo turno)
3. Giorgio Galimberti (primo turno)
4. Markus Hipfl (primo turno)

1. Francisco Clavet (primo turno)
2. Alex Bogomolov Jr. (secondo turno)
3. Rubén Ramírez Hidalgo (secondo turno)
4. Iván Miranda (ultimo turno)

## Qualificati
1. Andrea Gaudenzi
2. Gastón Etlis

1. Marcelo Charpentier
2. Éric Prodon

## Tabellone

### Legenda
| - Q = Qualificato - WC = Wild card - LL = Lucky loser | - ALT = Alternate - SE = Special Exempt - PR = Protected Ranking | - w/o = Walkover - r = Ritirato - d = Squalificato |

### Sezione 1
|  | Primo turno       | Primo turno           | Primo turno           | Primo turno | Primo turno |  |  | Secondo turno | Secondo turno         | Secondo turno | Secondo turno    | Secondo turno |   |   | Ultimo turno | Ultimo turno    | Ultimo turno | Ultimo turno | Ultimo turno |  |
|  |                   |                       |                       |             |             |  |  |               |                       |               |                  |               |   |   |              |                 |              |              |              |  |
|  | 1                 | Andrea Gaudenzi       | 3                     | 6           | 6           |  |  |               |                       |               |                  |               |   |   |              |                 |              |              |              |  |
|  |                   | Marc López            | 6                     | 2           | 2           |  |  | 1             | Andrea Gaudenzi       | 4             | 7                | 6             |   |   |              |                 |              |              |              |  |
|  | Sergio Roitman    | Sergio Roitman        | 3                     | 6           | 7           |  |  |               | Sergio Roitman        | 6             | 6(6)             | 4             |   |   |              |                 |              |              |              |  |
|  | Juan Pablo Guzmán | Juan Pablo Guzmán     | 6                     | 4           | 6(4)        |  |  |               |                       |               |                  |               |   |   | 1            | Andrea Gaudenzi | 3            | 6            | 6            |  |
|  | Lucas Arnold Ker  | Lucas Arnold Ker      | Lucas Arnold Ker      | 6           | 7           |  |  |               |                       |               | Lucas Arnold Ker | 6             | 3 | 2 |              |                 |              |              |              |  |
|  | Andres Dellatorre | Andres Dellatorre     | Andres Dellatorre     | 4           | 5           |  |  |               | Lucas Arnold Ker      | 3             | 6                | 7             |   |   |              |                 |              |              |              |  |
|  | 7                 | Rubén Ramírez Hidalgo | Rubén Ramírez Hidalgo | 6           | 6           |  |  | 7             | Rubén Ramírez Hidalgo | 6             | 3                | 6(8)          |   |   |              |                 |              |              |              |  |
|  |                   | Oscar Serrano-Gamez   | Oscar Serrano-Gamez   | 2           | 3           |  |  |               |                       |               |                  |               |   |   |              |                 |              |              |              |  |

### Sezione 2
|  | Primo turno        | Primo turno        | Primo turno        | Primo turno | Primo turno |  |  | Secondo turno | Secondo turno   | Secondo turno | Secondo turno | Secondo turno |   |      | Ultimo turno | Ultimo turno | Ultimo turno | Ultimo turno | Ultimo turno |  |
|  |                    |                    |                    |             |             |  |  |               |                 |               |               |               |   |      |              |              |              |              |              |  |
|  |                    | Juan Giner         | 4                  | 6           | 6           |  |  |               |                 |               |               |               |   |      |              |              |              |              |              |  |
|  | 2                  | Nicolas Coutelot   | 6                  | 4           | 4           |  |  | Juan Giner    | Juan Giner      | Juan Giner    | 2             | 1             |   |      |              |              |              |              |              |  |
|  | Gastón Etlis       | Gastón Etlis       | Gastón Etlis       | 6           | 7           |  |  | Gastón Etlis  | Gastón Etlis    | Gastón Etlis  | 6             | 6             |   |      |              |              |              |              |              |  |
|  | Juan Antonio Marín | Juan Antonio Marín | Juan Antonio Marín | 3           | 5           |  |  |               |                 |               |               |               |   |      |              | Gastón Etlis | Gastón Etlis | 6            | 7            |  |
|  | Leonardo Olguín    | Leonardo Olguín    | 6                  | 1           | 6           |  |  |               |                 | 8             | Iván Miranda  | Iván Miranda  | 2 | 6(4) |              |              |              |              |              |  |
|  | Carlos Berlocq     | Carlos Berlocq     | 4                  | 6           | 1           |  |  |               | Leonardo Olguín | 6             | 1             | 6(10)         |   |      |              |              |              |              |              |  |
|  | 8                  | Iván Miranda       | 6                  | 6(3)        | 6           |  |  | 8             | Iván Miranda    | 4             | 6             | 7             |   |      |              |              |              |              |              |  |
|  |                    | Marcos Daniel      | 3                  | 7           | 4           |  |  |               |                 |               |               |               |   |      |              |              |              |              |              |  |

### Sezione 3
|  | Primo turno         | Primo turno         | Primo turno         | Primo turno | Primo turno |  |  | Secondo turno   | Secondo turno       | Secondo turno       | Secondo turno       | Secondo turno       |   |   | Ultimo turno    | Ultimo turno    | Ultimo turno    | Ultimo turno | Ultimo turno |  |
|  |                     |                     |                     |             |             |  |  |                 |                     |                     |                     |                     |   |   |                 |                 |                 |              |              |  |
|  |                     | Gorka Fraile        | 4                   | 6           | 6           |  |  |                 |                     |                     |                     |                     |   |   |                 |                 |                 |              |              |  |
|  | 3                   | Giorgio Galimberti  | 6                   | 1           | 1           |  |  | Gorka Fraile    | Gorka Fraile        | Gorka Fraile        | 5                   | 5                   |   |   |                 |                 |                 |              |              |  |
|  | Federico Browne     | Federico Browne     | Federico Browne     | 6           | 6           |  |  | Federico Browne | Federico Browne     | Federico Browne     | 7                   | 7                   |   |   |                 |                 |                 |              |              |  |
|  | Filippo Volandri    | Filippo Volandri    | Filippo Volandri    | 2           | 1           |  |  |                 |                     |                     |                     |                     |   |   | Federico Browne | Federico Browne | Federico Browne | 3            | 4            |  |
|  | Marcelo Charpentier | Marcelo Charpentier | Marcelo Charpentier | 6           | 7           |  |  |                 |                     | Marcelo Charpentier | Marcelo Charpentier | Marcelo Charpentier | 6 | 6 |                 |                 |                 |              |              |  |
|  | Juan Mónaco         | Juan Mónaco         | Juan Mónaco         | 2           | 6(4)        |  |  |                 | Marcelo Charpentier | 2                   | 6                   | 6                   |   |   |                 |                 |                 |              |              |  |
|  | 6                   | Alex Bogomolov Jr.  | 2                   | 6           | 6           |  |  | 6               | Alex Bogomolov Jr.  | 6                   | 4                   | 4                   |   |   |                 |                 |                 |              |              |  |
|  |                     | Didac Perez-Minarro | 6                   | 3           | 0           |  |  |                 |                     |                     |                     |                     |   |   |                 |                 |                 |              |              |  |

### Sezione 4
|  | Primo turno     | Primo turno      | Primo turno      | Primo turno | Primo turno |  |  | Secondo turno | Secondo turno | Secondo turno | Secondo turno | Secondo turno |      |   | Ultimo turno | Ultimo turno | Ultimo turno | Ultimo turno | Ultimo turno |  |
|  |                 |                  |                  |             |             |  |  |               |               |               |               |               |      |   |              |              |              |              |              |  |
|  |                 | Éric Prodon      | Éric Prodon      | 6           | 6           |  |  |               |               |               |               |               |      |   |              |              |              |              |              |  |
|  | 4               | Markus Hipfl     | Markus Hipfl     | 4           | 3           |  |  | Éric Prodon   | Éric Prodon   | Éric Prodon   | 6             | 6             |      |   |              |              |              |              |              |  |
|  | Júlio Silva     | Júlio Silva      | Júlio Silva      | 6           | 6           |  |  | Júlio Silva   | Júlio Silva   | Júlio Silva   | 2             | 1             |      |   |              |              |              |              |              |  |
|  | Luciano Vitullo | Luciano Vitullo  | Luciano Vitullo  | 4           | 0           |  |  |               |               |               |               |               |      |   | Éric Prodon  | Éric Prodon  | Éric Prodon  | 7            | 6            |  |
|  | Diego Moyano    | Diego Moyano     | Diego Moyano     | 6           | 6           |  |  |               |               | Diego Moyano  | Diego Moyano  | Diego Moyano  | 6(4) | 1 |              |              |              |              |              |  |
|  | Mariano Delfino | Mariano Delfino  | Mariano Delfino  | 1           | 3           |  |  | Diego Moyano  | Diego Moyano  | Diego Moyano  | 6             | 6             |      |   |              |              |              |              |              |  |
|  |                 | Brian Dabul      | Brian Dabul      | 6           | 7           |  |  | Brian Dabul   | Brian Dabul   | Brian Dabul   | 3             | 4             |      |   |              |              |              |              |              |  |
|  | 5               | Francisco Clavet | Francisco Clavet | 4           | 6(5)        |  |  |               |               |               |               |               |      |   |              |              |              |              |              |  |